# Loxosceles fontainei
Loxosceles fontainei là một loài nhện trong họ Sicariidae.
Loài này thuộc chi Loxosceles. Loxosceles fontainei được miêu tả năm 1941 bởi Millot.